# کوه سوکاریا
کوه سوکاریا (به لاتین: Mount Sukaria) یک کوه و آتشفشان در اندونزی است که در فلورس (جزیره) واقع شده‌است. کوه سوکاریا ۱٬۵۰۰ متر بالاتر از سطح دریا واقع شده‌است.